# Rui Caetano
Rui Miguel Teixeira Caetano, noto semplicemente come Rui Caetano (Paredes, 20 aprile 1991), è un ex calciatore portoghese, di ruolo centrocampista.

## Statistiche

### Presenze e reti nei club
Statistiche aggiornate al 21 settembre 2017.
| Stagione                 | Squadra                  | Campionato               | Campionato | Campionato | Coppe nazionali | Coppe nazionali | Coppe nazionali | Coppe continentali | Coppe continentali | Coppe continentali | Altre coppe | Altre coppe | Altre coppe | Totale | Totale | Totale |
| Stagione                 | Squadra                  | Comp                     | Pres       | Reti       | Comp            | Pres            | Reti            | Comp               | Pres               | Reti               | Comp        | Pres        | Reti        | Pres   | Reti   |        |
| ------------------------ | ------------------------ | ------------------------ | ---------- | ---------- | --------------- | --------------- | --------------- | ------------------ | ------------------ | ------------------ | ----------- | ----------- | ----------- | ------ | ------ | ------ |
| 2010-2011                | Paços de Ferreira        | PL                       | 15         | 1          | TdP+TdL         | 0+1             | 0               | -                  | -                  | -                  | -           | -           | -           | 16     | 1      |        |
| 2011-2012                | Paços de Ferreira        | PL                       | 18         | 1          | TdP+TdL         | 2+3             | 0               | -                  | -                  | -                  | -           | -           | -           | 23     | 1      |        |
| 2012-2013                | Paços de Ferreira        | PL                       | 25         | 1          | TdP+TdL         | 3+4             | 1+1             | -                  | -                  | -                  | -           | -           | -           | 32     | 3      |        |
| 2013-gen. 2014           | Paços de Ferreira        | PL                       | 11         | 1          | TdP+TdL         | 1+1             | 0               | UCL+UEL            | 1+1                | 0                  | -           | -           | -           | 15     | 1      |        |
| Totale Paços de Ferreira | Totale Paços de Ferreira | Totale Paços de Ferreira | 69         | 4          |                 | 15              | 2               |                    | 2                  | 0                  |             | -           | -           | 86     | 6      |        |
| gen.-giu. 2014           | Gil Vicente              | PL                       | 12         | 1          | TdP+TdL         | 0+2             | 0               | -                  | -                  | -                  | -           | -           | -           | 14     | 1      |        |
| 2014-2015                | Gil Vicente              | PL                       | 20         | 1          | TdP+TdL         | 4+3             | 0+1             | -                  | -                  | -                  | -           | -           | -           | 27     | 2      |        |
| Totale Gil Vicente       | Totale Gil Vicente       | Totale Gil Vicente       | 32         | 2          |                 | 9               | 1               |                    | -                  | -                  |             | -           | -           | 41     | 3      |        |
| 2015-2016                | Penafiel                 | SL                       | 36         | 1          | TdP+TdL         | 3+1             | 0               | -                  | -                  | -                  | -           | -           | -           | 40     | 1      |        |
| 2016-2017                | Desportivo Aves          | SL                       | 24         | 1          | TdP+TdL         | 1+0             | 0               | -                  | -                  | -                  | -           | -           | -           | 25     | 1      |        |
| 2017-2018                | Penafiel                 | SL                       | 6          | 0          | TdP+TdL         | 0+1             | 0               | -                  | -                  | -                  | -           | -           | -           | 7      | 0      |        |
| Totale Penafiel          | Totale Penafiel          | Totale Penafiel          | 42         | 1          |                 | 5               | 0               |                    | -                  | -                  |             | -           | -           | 47     | 1      |        |
| Totale carriera          | Totale carriera          | Totale carriera          | 167        | 8          |                 | 30              | 3               |                    | 2                  | 0                  |             | -           | -           | 199    | 11     |        |